# Relais & Châteaux
Заїзди та замки (фр. Relais & Châteaux) — асоціація, що регулюється законом 1901 року для розкішних готелів і ресторанів. У 2015 році вона нараховувала 540 членів у 64 країнах на п'яти континентах. Асоціація заснована й дуже розвинена в Європі, також поширена у Північній Америці, Азії та Африці.

## Історія
У 1954 році вісім готелів, що розміщувалися на національному шосе Франції № 7 між Парижем і Ніццою, заснували асоціацію Сільські заїзди (фр. Relais de Campagne). Вони поділяли однакові цінності та стали відомі через однакову рекламу, яка мала гасло «Дорога щастя». У 1975 році назву асоціації змінили на Заїзди та замки (фр. Relais & Châteaux).
- 1984: створення логотипа асоціації Заїзди та замки.
- 1995: запуск вебсайту та центру бронювання.[1]
- 2014: 18 листопада — презентація Маніфесту Relais & Châteaux в ЮНЕСКО. За допомогою цього акту асоціація сформулювала двадцять зобов'язань, згрупованих за трьома напрямками, які пов'язані зі сталим розвитком та повагою до культурних традицій: збереження традицій гостинності та кухова́рства світу, обмін критеріями краси і добра, діяльність для творення гуманнішого світу.[2]